# Круподеринский сельский совет (Оржицкий район)
Круподеринский сельский совет (укр. Круподеринська сільська рада) — входит в состав
Оржицкого района
Полтавской области
Украины.
Административный центр сельского совета находится в 
с. Круподеринцы.

## Населённые пункты совета
- с. Круподеринцы